# Associées pour la loi
Associées pour la Loi (Family Law) est une série télévisée américaine en 68 épisodes de 42 minutes, créée par Anne Kenney et Paul Haggis, et diffusée entre le 20 septembre 1999 et le 27 mai 2002 sur le réseau CBS.
En France, la série a été diffusée à partir du 8 septembre 2002 sur Téva et du 14 février 2003 sur M6. Elle reste inédite dans les autres pays francophones.

## Synopsis
Après avoir perdu son époux et son travail, Lynn Holt décide de prendre sa vie en mains et ouvre son propre cabinet d'avocats.

## Distribution

### Acteurs principaux
- Kathleen Quinlan (VF : Frédérique Tirmont) : Lynn Holt
- Julie Warner (VF : Danièle Douet) : Danni Lipton (saisons 1 et 2, invitée saison 3)
- Christopher McDonald (VF : Hervé Jolly) : Rex Weller
- Dixie Carter (VF : Tania Torrens) : Randi King
- Merrilee McCommas (VF : Christiane Jean) : Patricia Dumar
- Cristián de la Fuente (VF : Adrien Antoine) : Andres Diaz (saisons 1 et 2)
- Salli Richardson (VF : Anne Rondeleux) : Viveca Foster
- Tony Danza (VF : Maurice Sarfati) : Joe Celano (saisons 2 et 3)

### Acteurs récurrents
- Gregg Henry (VF : Michel Papineschi) : Michael Holt
- Michelle Horn (VF : Kelly Marot) : Cassie Holt
- David Dorfman (VF : Aladdin Zazzali) : Rupie Holt
- Jason Beghe (VF : Lionel Tua) : Don
- Michael Rothhaar (VF : Max André) : Juge Richard Prentiss
- Carlos Gomez (VF : Pascal Germain) : Alex Trujillo
- Alberto Isaac (VF : Richard Leblond) : Juge Walter Neff
- John Aylward (VF : Gérard Dournel) : Juge Lester Burger
- Kimberly Scott (VF : Martine Maximin) : Carla Turner
- Meredith Hope Eaton : Emily Resnick
- Orla Brady : Naoise O'Neill

 Source et légende : version française (VF) sur RS Doublage

## Épisodes

### Première saison (1999-2000)
1. Retour à la case départ (Pilot)
2. Dommages et Intérêts (Damages)
3. Créatures de Dieu (All God's Creatures)
4. Prisonnières (Prisoners)
5. Liste noire (The List)
6. Mort ou presque (The Nanny)
7. Quand les parents s'en mêlent (Games)
8. Mauvais Payeur (The Fourth Trimester)
9. La Guerre des Holt (Holt vs. Holt)
10. Quelques gouttes de sang (Four Drops of Blood)
11. Arbitrage (Decisions)
12. Relations publiques (Media Relations)
13. Erreurs humaines (Human Error)
14. Fugitives (Stealing Home)
15. Mauvais Fils (A Mother's Son)
16. Père et Mère (Are You My Father?)
17. Métamorphose (Metamorphosis)
18. Nécessité (Necessity)
19. Demi-dieu (Playing God)
20. Le Témoin (The Witness)
21. Seconde Chance (Second Chance)
22. Cupidité (Love and Money)
23. La Part du diable (Possession is Nine Tenths of the Law)

### Deuxième saison (2000-2001)
1. Le Sacrifice de l'amour (The Choice)
2. Une simple erreur (One Mistake)
3. Sans scrupule (Affairs of State)
4. Terrible Méprise (Going Home)
5. La Manière forte [1/2] (Telling Lies [1/2])
6. La Manière forte [2/2] (Telling Lies, Conclusion [2/2])
7. Par amour (For Love)
8. Le Prix d'une vie (Family Values)
9. Les Cicatrices du passé (Echoes)
10. Générations (Generations)
11. Intentions (Intentions)
12. Vie privée (Film at Eleven)
13. Séparation (Separation)
14. Souffrances (The Quality of Mercy)
15. Le Club des menteurs [1/2] (Liar's Club [1/2])
16. Le Club des menteurs [2/2] (Liar's Club [2/2])
17. Enfer et Damnation (Soul Custody)
18. Autodéfense (Safe at Home)
19. Mes deux papas (The Gay Divorcee)
20. Adoptions (Bringing up Babies)
21. La Loi de la tribu (Americans)
22. Un passé trop lourd (Recovery)
23. Clémence (Clemency)
24. Mauvaise Graine (Planting Seeds)

### Troisième saison (2001-2002)
1. Irreparable Harm
2. Moving On
3. Obligations
4. My Brother's Keeper
5. Against All Odds
6. Sacrifices
7. All in the Family
8. Security
9. No Options
10. Sex, Lies, and the Internet
11. Angel's Flight
12. Blood and Water
13. To Protect and to Serve
14. Arlene's Choice
15. Children of a Lesser Dad
16. Celano v. Foster
17. Big Brother
18. Once Removed
19. Admissions
20. Ties That Bind
21. Alienation of Affection